# Senegalia catechu
Senegalia catechu (L.f.) P.J.H.Hurter & Mabb. è un albero deciduo e spinoso della famiglia delle Fabacee o Leguminosae
La pianta è chiamata khair in hindi, e kachu in malese, da cui il nome è stato latinizzato a "catechu" nella tassonomia di Linneo, come la specie-tipo da cui derivano gli estratti cutch e catechu. I nomi comuni includono kher, catechu, cachou, cutchtree, black cutch e black catechu.

## Distribuzione e habitat
Si trova nel subcontinente indiano, nella Cina meridionale e in Indocina.